# Ключ 116
Ключ 116 або ключ «печера» (穴部), що означає «печера» — один із 23 ключів Кансі (загалом 214 ключів), що складається з 5 рисок.
У Словнику Кансі 298 ієрогліфів мають цей ключ (з 49 030).
穴 це також 117-ий індексувальний елемент у Таблиці Індексування Елементів Китайських Ієрогліфів, що переважно використовується у словниках Спрощеної Китайської виданих у Континентальному Китаї.

## Еволюція

Ієрогліф у Дачжуань
Ієрогліф у Сяочжуань

## Похідні ієрогліфи
| Риски | Ієрогліфи                        |
| ----- | -------------------------------- |
| +0    | 穴                               |
| +1    | 穵                               |
| +2    | 究 穷                            |
| +3    | 穸 穹 空 穻                      |
| +4    | 穼 穽 穾 穿 窀 突 窂 窃          |
| +5    | 窄 窅 窆 窇 窈 窉 窊 窋 窌 窍 窎 |
| +6    | 窏 窐 窑 窒 窓 窔 窕             |
| +7    | 窖 窗 窘 窙 窚 窛 窜 窝          |
| +8    | 窞 窟 窠 窡 窢 窣 窤 窥 窦 窧    |
| +9    | 窨 窩 窪 窫 窬 窭                |
| +10   | 窮 窯 窰 窱 窲 窳 窴             |
| +11   | 窵 窶 窷 窸 窹 窺 窻 窼 窽       |
| +12   | 窾 窿 竀 竁 竂 竃                |
| +13   | 竄 竅                            |
| +14   | 竆                               |
| +15   | 竇                               |
| +16   | 竈 竉                            |
| +17   | 竊                               |

## Варіантні форми
Форма цього ключа різниться в залежності від мови. У словнику Кансі, коли ключ виступає як незалежний ієрогліф (穴), то першою рискою є вертикальна крапка, а остання починається короткою горизонтальною лінією, але як компонент остання риска ключа стає ㇄, винятком є 空 де остання риска ключа починається з короткої горизонтальної лінії (穴+工). У японській та Ханчі, остання риска є гаком ㇟, але тільки коли ключ виступає компонентом. У традиційній китайській мові, яка використовується на Тайвані та Гонконзі, останньою є риска ㇄.　У сінь-цзисін остання риска це нахилена лінія
| Традиційна китайська | Спрощена китайська | Японська | Корейська |
| -------------------- | ------------------ | -------- | --------- |
| 穴 空                | 穴 空              | 穴 空    | 穴 空     |

## Як незалежний ієрогліф
Ключ також використовують як самостійний китайський ієрогліф. Це один із Кьоїку кандзі, який вивчають у початковій школі Японії.  Це кандзі п'ятого класу. 

## Зовнішні посилання
- База даних Unihan - U+7A74